# سباروني
سباروني، (بالإنجليزية: Sparone)‏، هي (بلدية) في مدينة تورينو متروبوليتان، في منطقة بيدمونت الإيطالية، وتقع على بعد حوالي 40 كم (25 ميل) شمال غرب تورينو في كانافيسي.

## السكان
في سنة 1861 بلغ عدد السكان 2٬636 نسمة، وتطور العدد ليصل في سنة 2011 لـ 1٬085 نسمة.
يظهر هذا المخطط البياني تطور النمو السكاني لـ سباروني